# Пітер Чавалья
Пітер Ентоні Чавалья (англ. Peter Anthony Ciavaglia, нар. 15 липня 1969, Олбані) — американський хокеїст, що грав на позиції центрального нападника. Грав за збірну команду США.

## Ігрова кар'єра
Професійну хокейну кар'єру розпочав 1991 року.
1987 року був обраний на драфті НХЛ під 145-м загальним номером командою «Калгарі Флеймс».
Протягом професійної клубної ігрової кар'єри, що тривала 10 років, захищав кольори команд «Баффало Сейбрс», «Рочестер Американс» та «Лександ».
Виступав за збірну США.
Загалом провів 5 матчів у НХЛ.
1994 року брав участь у зимових Олімпійських іграх у Ліллегаммері і чемпіонаті світу в Італії.